# Galla Endre
Galla Endre (Tokod-Altáró, 1926, november 9. – Budapest, 2008. december 12.) magyar sinológus, diplomata, irodalomtörténész, műfordító, az ELTE Bölcsészettudományi Kar Kelet-ázsiai Tanszékének egykori tanszékvezetője (1983-1995). (Kínai neve: pinjin hangsúlyjelekkel: Gāo Ēndé; magyar népszerű átírás: Kao En-tö; kínaiul: 高恩德)

## Életpályája
Galla Endre 1926. november 9-én született a Komárom és Esztergom egyesített vármegyei Tokod-Altárón. Középiskolai tanulmányait az esztergomi Szent István (Bencés) Gimnáziumban végezte 1938–45 között. 1944 telén mint leventét nyugatra irányították, de 1945 márciusában Győrnél többedmagával átjött a fronton, és hazatért. 1945 nyarán érettségizett.
1945 őszén beiratkozott a budapesti Pázmány Péter Tudományegyetem bölcsészkar magyar-német szakra. 1950-ben tanári oklevelet szerzett, majd rövid ideig az egyetem Német Intézetében dolgozott demonstrátorként.
1950 decemberében állami ösztöndíjasként, a magyar diákok legelső csoportjával a fiatal Kínai Népköztársaságba, Pekingbe került, ahol 1950–52 között a Csinghua Egyetemen kínai nyelvet tanult. Ezt követően, 1952–55 között aspiránsként a Pekingi Egyetemen irodalmi tanulmányokat folytatott. Különösen a modern kínai irodalom egyes kérdései, illetve a magyar-kínai irodalmi és kulturális kapcsolatok érdekelték. Ekkoriban kezdett el műfordításokat készíteni kortárs kínai költőkkel együttműködve. Petőfi Sándor, Arany János, József Attila, Ady Endre és más magyar költők verseit fordította kínai nyelvre.
Tanulmányai befejeztével 1955 őszétől a Külügyminisztérium állományába került, s kulturális beosztottként Magyarország pekingi nagykövetségén dolgozott.
1959-ben véglegesen hazatért. 1959 őszén saját kérésére a Külügyminisztériumból áthelyezték az Eötvös Loránd Tudományegyetem Bölcsészettudományi Karára, ahol a Kínai és Kelet-ázsiai Tanszéken dolgozott adjunktusként. Megválasztották az 1959 májusában alakult Magyar-Kínai Baráti Társaság főtitkárává (1959–64), s félállásban a Művelődésügyi Minisztérium Felsőoktatási Főosztályán is alkalmazásban volt.
Kandidátusi disszertációját 1961-ben fejezete be A magyar irodalom Kínában címmel, majd 1962-ben sikeresen megvédte.
1966-tól egyetemi docens, 1970–79 között az ELTE BTK Kari Tanácsának titkára volt. 1983-tól 1995-ig a Kelet-ázsiai Tanszék vezetőjeként dolgozott. 1980–87 között tagja volt az ELTE BTK Gazdasági Bizottságának, 1981–90 között a Tudományos Bizottságnak, 1982–90 között a Kari Tanácsnak, 1990–95 között a Doktori Bizottságnak. Nyugdíjba vonulását követően sem hagyott fel az oktatással, a Kelet-ázsiai Tanszéken sokáig ő tartotta a 20. századi kínai irodalomról szóló előadásokat.

## Néhány fontosabb munkája

### Tanulmányok
- Világjáró magyar irodalom. A magyar irodalom Kínában. Budapest, Akadémiai Kiadó 1968.

### Fordításai
- Lao Sö: Macskaváros krónikája. Ford. és az utószót írta Galla Endre. Budapest, Európa Könyvkiadó 1981.
- Lu Hszün: Irodalom, forradalom, társadalom. Válogatott irodalompublicisztikai írások. Vál. és ford., az utószót és a jegyzeteket írta Galla Endre. Budapest, Európa Könyvkiadó 1981.
- Lu Hszün: Hajnali virágok alkonyi csokorban. Ford. és az utószót írta Galla Endre. A jegyzeteket Galla Endre és Kalmár Éva írta. Budapest, Európa Könyvkiadó 2008.

### Nyelvkönyvek
Kínai nyelvkönyv 1-4. Budapest, Kőrösi Csoma Társaság Keleti Nyelvek Kollégiuma 1987-1990 (Józsa Sándorral közösen)